# Malí bohové
Malí bohové (v originále Small Gods) je humoristická fantasy kniha Terryho Pratchetta, třináctá ze série Zeměplocha. V angličtině byla poprvé vydána v roce 1992 s obalem kresleným Joshem Kirbym, český překlad Jana Kantůrka vyšel v roce 1997.

## Obsah
Kniha je příběhem nepříliš chytrého novice omniánské církve Bruty, který se náhodou setká s nejvyšším bohem své církve - Omem, nedopatřením vtěleným do malé želvy. Z příběhu postupně vyplyne, že ačkoliv má Omova církev miliony „věřících“, jediným skutečně a upřímně věřícím je právě Bruta. Stává se tak jedinou Omovou nadějí, neboť podle teorie prostupující celou knihou je síla boha úměrná počtu jeho věřících.
Protikladem Bruty je v příběhu diákon Vorbis - krutý a bigotní šéf „církevní policie“ - kvizice.
Společně se vydávají s diplomatickou misí do Efebe - sousední země Omnie. Efebe je se svým svobodným a tolerantním přístupem k náboženství protikladem Omnie, ve které jsou všechny aspekty života řízeny a omezovány Omovou církví.
Vorbisovou lstí je Efebe během této diplomatické mise dobyto omnijskou armádou, Vorbis s Brutou se ale ocitají sami v poušti, přes kterou se díky Brutovi dokážou po velkém strádání dostat zpět do Omnie. Tam se Vorbis prohlásí za nového proroka Omova a přebírá vedení celé církve - vše tak nezadržitelně směřuje ke konfliktu s Brutou, který je díky své konverzaci s Omem-želvou skutečným prorokem tohoto momentálně slabého boha s jediným věřícím.
S Omovou pomocí se Brutovi podaří Vorbise přemoci a to navíc způsobem, který svou zdánlivou „zázračností“ přiměje tisíce přítomných, aby znovu uvěřili. Posílený Om pak Brutovi, který se stává novou hlavou omniánské církve a uznaným prorokem, pomůže odvrátit trestnou výpravu všech sousedních států proti agresivní Omnii.